# 715 (szám)
A 715 (római számmal: DCCXV) egy természetes szám, szfenikus szám, az 5, a 11 és a 13 szorzata; binomiális együttható.

## A szám a matematikában
A tízes számrendszerbeli 715-ös a kettes számrendszerben 1011001011, a nyolcas számrendszerben 1313, a tizenhatos számrendszerben 2CB alakban írható fel.
A 715 páratlan szám, összetett szám, azon belül szfenikus szám, kanonikus alakban az 51 · 111 · 131 szorzattal, normálalakban a 7,15 · 102 szorzattal írható fel. Nyolc osztója van a természetes számok halmazán, ezek növekvő sorrendben: 1, 5, 11, 13, 55, 65, 143 és 715.
Ötszögszám. Tizenegyszögszám. Hatszögalapú piramisszám.
A {\displaystyle _{13 \choose 4}}, illetve {\displaystyle _{13 \choose 9}} binomiális együttható értéke 715. A 714-gyel Ruth–Aaron-párt alkot.
A 715 négyzete 511 225, köbe 365 525 875, négyzetgyöke 26,73948, köbgyöke 8,94201, reciproka 0,0013986. A 715 egység sugarú kör kerülete 4492,47749 egység, területe 1 606 060,704 területegység; a 715 egység sugarú gömb térfogata 1 531 111 204,8 térfogategység.